# Leila Cravo
Leila da Rocha Cravo (Rio de Janeiro, 23 de novembro de 1953 – Rio de Janeiro, 5 de agosto de 2020) foi uma atriz, apresentadora, escritora e empresária brasileira.
Em novembro 1975, no Rio de Janeiro, ela se envolveu num incidente que inicialmente foi considerado uma tentativa de suicídio. Um podcast lançado em outubro de 2022, no entanto, revelou que ela havia sido vítima de estupro por parte de um conhecido e de um ministro de estado de alto escalão do governo Geisel.

## Biografia
Filha do escrevente do Tribunal de Justiça do estado do Rio de Janeiro Adauto da Rocha Cravo e Leny Magdalena Cravo, era neta paterna de Amaro José Gomes da Rocha Cravo e Alice Antonietta Dias de Souza e materna de Eduardo Antônio dos Prazeres e Maria Madalena dos Prazeres. Leila tinha dois irmãos, Rosa, que suicidou-se em 1983, e Adauto Maurício, que também cometeu suicídio em 1978, por repressão de seus pais à sua homossexualidade.
Leila estreou a carreira de atriz ainda muito jovem, no final da década de 1960. Trilhou sua carreira artística no cinema, onde foi muito reconhecida por interpretar personagens notáveis em filmes de pornochanchadas.
Estreou na televisão em 1974, onde fez algumas novelas e foi apresentadora do Fantástico. Posou para a revista Playboy na edição de maio de 1977.
Leila Cravo também foi escritora e lançou em 1979 seu primeiro livro, Passagem Secreta, no qual falou da noite de 1975. Tornou-se empresária e residiu em Cascavel no interior do Paraná. Posteriormente morou na Urca, no Rio de Janeiro.

### Podcast
No podcast "Leila", Daniel Pech investigou a história do incidente que envolveu a atriz em 1975.
Era 12 de novembro, quando um taxista a viu rolando nua e machucada pela avenida Niemeyer, em frente ao Motel Vip’s, Rio de Janeiro. A atriz teria caído da suíte presidencial do estabelecimento, a 18 metros de altura, e foi encontrada com um bilhete na mão. Leila teve vários ossos do rosto fraturados, perda parcial em uma das visões e traumatismo craniano. Ficou três dias entre a vida e a morte e 11 dias em coma. Acordou no dia 22 de novembro, quando completou 22 anos. Ficou internada por quase um mês.
A história tem duas versões. A primeira é de que Leila havia ido a uma festa no bar Antonio´s com o advogado Marco Aurélio Sampaio Moreira Leite, que era casado. Após a festa, eles foram ao motel. Depois de Leila ter sido achada inconsciente e sido levada ao hospital, ele contou que a havida deixado no quarto de madrugada a pedido da própria atriz. Anos depois, no entanto, Leila revelou que Marco Aurélio havia combinado com outros dois homens de ir ao motel também. Ela teria se negado a ter relações sexuais, tendo sido então estuprada, espancada e forjado uma situação que parecesse suicídio. A segunda seria uma tentativa de suicídio de Leila, que teria saído do quarto apenas enrolada em um lençol e se jogado de um jardim no andar. A atriz revelou então que um dos homens era um ministro do governo Geisel, mas nunca disse seu nome. Nenhuma das duas hipóteses levantadas foi realmente comprovada, apesar da primeira ser muito mais replicada e acreditada. "Ela era figurinha fácil nas festas mais badaladas do Rio de Janeiro e nos bastidores da TV Globo, mas o incidente acabou com sua vontade de viver", relata Pech. Com grande repercussão pública na ocasião, o caso foi noticiado pela imprensa como tentativa de suicídio, sendo arquivado anos depois.
Segundo sua filha Tathiana, a mãe por um longo tempo usou drogas e era violenta. "Se eu soubesse que minha mãe foi vítima dessa crueldade toda, teria tido compaixão e não raiva, como muitas vezes senti por ela. Minha família nunca contou o que tinha acontecido e eu não entendia por que minha mãe vivia drogada e reclusa do mundo", disse ao podcast. 
O podcast pode ser ouvido aqui.  

### Morte
Morreu de infecção generalizada em 5 de agosto de 2020 aos 66 anos.
Ela deixou uma filha, Tathiana, de seu relacionamento com Maurício Maia de Cerqueira e Souza, falecido em 2017, e uma neta, Ana Júlia. 

## Filmografia

### Cinema
| Ano  | Título                             |
| ---- | ---------------------------------- |
| 1970 | Um Uísque antes, um Cigarro depois |
| 1971 | Uma Pantera em Minha Cama          |
| 1974 | Brutos Inocentes                   |
| 1974 | Relatório de Um Homem Casado       |
| 1975 | O Monstro Caraíba                  |
| 1976 | Tem Alguém na Minha Cama           |
| 1976 | Quem É o Pai da Criança?           |
| 1977 | Empregada para Todo Serviço        |
| 1979 | Bem Dotado, o Homem de Itu         |
| 1979 | Gargalhada Final                   |

### Televisão
| Ano  | Título            | Papel    |
| ---- | ----------------- | -------- |
| 1973 | O Semideus        | (ponta)  |
| 1974 | Corrida do Ouro   | Carmem   |
| 1976 | Vejo a Lua no Céu | Doralice |
| 1977 | Locomotivas       | Diva     |
| 1978 | Te Contei?        | Elisa    |
| 1978 | Sinal de Alerta   | Dayse    |

### Teatro
| Ano  | Título            |
| ---- | ----------------- |
| 1976 | Alta Rotatividade |
| 1980 | Very Very Sexy    |